# 폴로 그라운즈
폴로 그라운즈(Polo Grounds)는 미국 뉴욕주 뉴욕 시 어퍼맨해튼에 있었던 경기장으로, 1880년 개장해 1963년까지 많은 프로 야구 팀들과 프로 미식축구 팀들이 이 곳을 거쳐갔다. 야구 팀 중에서는 1883년부터 1957년까지 뉴욕 자이언츠의 홈구장이었고, 1912년부터 1922년까지는 뉴욕 양키스가 함께 사용했다. 그리고 1962년과 1963년 2시즌 동안 뉴욕 메츠가 이 곳을 홈으로 사용했다. 미식축구 팀 중에서는 1925년부터 1955년까지 뉴욕 자이언츠의 홈구장이었고, 뉴욕 제츠가 1960년부터 63년까지 4년간 이 곳을 홈으로 사용했다. 1934년과 1942년에 메이저 리그 베이스볼 올스타전이 열렸던 장소이기도 하다.
이름에서 알 수 있듯이, 이 곳은 원래 폴로 경기를 하기 위해 1876년에 지어졌었다. 좌측 담장은 85m, 우측 담장이 78m로 상당히 짧은 편이었지만, 가운데 담장이 147m로 엄청나게 멀었던 구장이다. 상당히 멀었던 담장 덕분에 윌리 메이스의 더 캐치(The Catch)와 같은 명장면이 탄생한 곳이기도 하다.